# حمله با چاقو به عنوان یک تاکتیک تروریستی
حمله با چاقو به عنوان یک تاکتیک تروریستی (انگلیسی: Stabbing as a terrorist tactic) به شکل فزاینده ای به صورت حملات تروریستی عام به شهروندان غیر مشخص در دهه ۲۰۱۰ تبدیل شده‌است.
مانند حمله به شیوه زیرگرفتن با خودرو که همزمان افزایش یافت، حمله به شیوه چاقو زدن نیز شایع شد، زیرا مهاجمان به راحتی می‌توانستند انواع چاقو یا سایر ابزارهای برنده را تهیه کنند.

## دلایل ازدیاد و اوجگیری تاکتیکی
به گفته تحلیلگر امنیتی پیتر برگن، حمله به شیوه چاقو زدن، بیش از حد عام شده‌است؛ زیرا حمله به این شکل ساده و ارزان است، اما برای نیروهای امنیتی بسیار مشکل است که از آن جلوگیری کنند.

## تهییج توسط گروه‌های تروریستی
در ماه مه سال ۲۰۱۶، اینسپایر (مجله) مربوط به القاعده مقاله ای با عنوان منتشر کرد: «ای انقلابیون با چاقو، پیش به سوی آمریکا.» مجله از مسلمانان خواست برای کشتن "روشنفکران، شخصیت‌های اقتصادی و با نفوذ امریکا،" با استفاده از روش‌هایی با تکنیک ساده از جمله سلاح سرد بر این اساس حمله به این اهداف آسان هستند، "گزینه‌های آسان که نیازی به تلاش زیاد و نیروی انسانی ندارد، اما نتیجه معادل عملیات بزرگ یا حتی بیشتر است.
در اکتبر ۲۰۱۶، رومیه، سایت و مجله اینترنتی تبلیغاتی با هدف نیروگیری که توسط دولت اسلامی عراق و شام (داعش) منتشر می‌شود، به پیروانش پیام داد و به خوانندگان خود توصیه کرد که چاقو بسیار آسان به دست می‌آید، آسان پنهان می‌شود و مرگبار، است و اینکه این سلاح خوبی است در مکان‌هایی که در آن ممکن است، مسلمانان با دیده شک و سوء ظن نگریسته شوند.

## حملات چاقو زدن تروریستی
برخی از حملات تروریستی با چاقو در کشورهای مختلف عبارتند از:

### ۲۰۱۰–۲۰۱۳
- ۲۰۱۰ -روشن آرا چودری، بریتانیا
- ۲۰۱۳ -حمله به لادیفنس، فرانسه
- ۲۰۱۳ -قتل لی رگبی، بریتانیا
- ۲۰۱۳ ربوده شدن در والدرس اکسپرسن، نروژ

### ۲۰۱۴
- ۲۰۱۴ - حمله در کوئینز هتچِت، ایالات متحده
- ۲۰۱۴ - چاقو زدن در تپه‌های اندور، استرالیا
- ۲۰۱۴ - حمله با چاقو به آلن شووت، اسرائیل
- ۲۰۱۴ - قتل ایبولایا رایان، امارات
- ۲۰۱۴ - حمله کیونمینگ، چین
- ۲۰۱۴ - چاقو زدن ایستگاه پلیس تورز، فرانسه

### ۲۰۱۵
- ۲۰۱۵ - حمله چاقو زدن نیس، فرانسه
- ۲۰۱۵ - حمله باچاقو در مرسید دانشگاه کالیفرنیا، ایالات متحده
- ۲۰۱۵ - آویجیت روی، بنگلادش
- ۲۰۱۵ - حمله ایستگاه متروی لیتون استون، لندن

### ۲۰۱۶
- ۲۰۱۶ - حمله در حورغدا، مصر
- ۲۰۱۵ - چاقو زدن هانوور، آلمان
- ۲۰۱۶ - قتل حلیل یافا آریل، اسرائیل
- ۲۰۱۶ - چاقو زدن افسران پلیس، بروکسل
- ۲۰۱۶ - چاقو زدن افسران پلیس شارلروآ، بلژیک
- ۲۰۱۶ - چاقو زدن ماگناویله، فرانسه
- ۲۰۱۶ - حمله به کلیسای نرماندی، فرانسه
- ۲۰۱۶ - حمله ماچت اوهایو ایالات متحده
- ۲۰۱۶ - حمله به ایستگاه پلیس، پاریس
- ۲۰۱۶ - حمله به مسافران قطار وورتسبورگ ۲۰۱۶، وورتسبورگ، آلمان
- ۲۰۱۶ - چاقو زدن مرکز خرید مینه‌سوتا، ایالات متحده
- ۲۰۱۶ - حمله ۲۰۱۶ دانشگاه ایالتی اوهایو، ایالات متحده
- ۲۰۱۶ - حمله با چاقو در مینتو، استرالیا
- ۲۰۱۶ - حمله ۲۰۱۷ وست‌مینستر، لندن

### ۲۰۱۷
- ۲۰۱۷ - حمله ماچته پاریس، فرانسه
- ۲۰۱۷ - حمله چاقو زدن کوینبیان، استرالیا
- ۲۰۱۷ - حملات ژوئن ۲۰۱۷ لندن، لندن
- ۲۰۱۷ - حمله در کلیسای نوتردام، پاریس، فرانسه
- ۲۰۱۷ - حوادث فرودگاه بین‌المللی بیشاپ، ایالات متحده
- ۲۰۱۷ - حمله در حورغدا، مصر
- ۲۰۱۷ - حمله با چاقو در حلامیش، اسرائیل
- ۲۰۱۷ - حمله ۲۰۱۷ تورکو، فنلاند
- ۲۰۱۷- حمله با چاقو در مارسی، فرانسه